# 한국원자력마이스터고등학교
한국원자력마이스터고등학교(韓國原子力마이스터高等學校)는 대한민국 경상북도 울진군 평해읍 월송리에 있는 공립 고등학교이다.

## 학교 연혁
- 1947년 8월 27일 : 평해 중학교 설립인가
- 1947년 9월 17일 : 초대 교장 황택린 취임(중)
- 1947년 9월 23일 : 평해 중학교 개교식
- 1967년 12월 26일 : 평해 상업고등학교 인가
- 1968년 3월 5일 : 평해 상업고등학교 개교
- 1976년 3월 1일 : 교명 변경(평해상업고등학교 → 평해 실업고등학교)
- 1985년 3월 1일 : 교명 변경(평해실업고등학교 → 평해종합고등학교)
- 1989년 3월 1일 : 교명 변경(평해종합고등학교 → 평해공업고등학교)
- 1997년 2월 18일 : 멀티미디어실 개관
- 1999년 12월 13일 : 학생 식당 준공(중ㆍ고 전교생 급식)
- 2011년 11월 24일 : 원자력 마이스터고 지정(2013년)
- 2013년 3월 4일 : 원자력 마이스터고 개교
- 2014년 3월 1일 : 교명 변경(평해공업고등학교 -> 한국원자력마이스터고)
- 2020년 3월 2일 : 제28대 송만영 교장 취임
- 2023년 1월 6일 : 2022학년도 졸업식(제53회 78명, 총 6,637명)
- 2023년 3월 2일 : 2023학년도 입학식(64명) (기계과 32명, 전기제어과 32명)

## 설치 학과
- 기계과
- 전기제어과

## 참고 자료
- 한국원자력마이스터고등학교 - 한국교육학술정보원 학교알리미